# Њижна Рибњица
Њижна Рибњица (слч. Nižná Rybnica) насељено је мјесто са административним статусом сеоске општине (слч. obec) у округу Собранце, у Кошичком крају, Словачка Република.

## Становништво
| Година:    | 1994. | 2004.    | 2014.   | 2024.   |
| ---------- | ----- | -------- | ------- | ------- |
| Број људи: | 355   | 410      | 421     | 419     |
| Разлика:   |       | +15,49 % | +2,68 % | -0,47 % |

| Година:    | 2023. | 2024.   |
| ---------- | ----- | ------- |
| Број људи: | 416   | 419     |
| Разлика:   |       | +0,72 % |

Према подацима о броју становника из 2024. године насеље је имало 419 становника.